# 鳕鱼战争

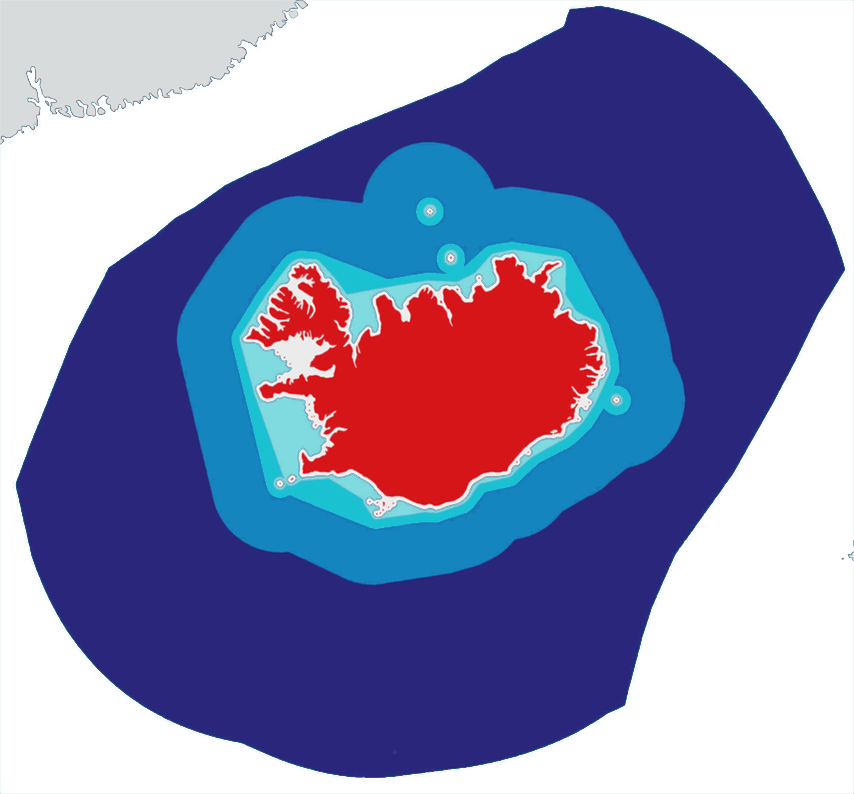
冰島在衝突各時段擴張的領海與經濟專屬區
冰島本土
冰島內水
1952年擴張的4海里
1958年擴充的12海里
1972年擴充的50海里
1975年擴充的200海里

鱈魚戰爭是指英國為了爭奪冰島水域的鱈魚捕魚權而與冰島在1958年至1976年間發生的漁業衝突的總稱。這17年間英國與冰島總計發生了三次衝突，全都以冰島勝利告終。「鱈魚戰爭」一詞是由一位英國記者在1958年8月上旬時構出。此次戰爭並未到達正式的戰爭門檻，而只是一起涉及經濟的國際軍事衝突。整場戰爭中只有一人確認死亡。
英國與冰島的鱈魚爭議始於1952年，當時冰島為了維護其的鱈魚數量而決定根據國際法院的決定將原本的3海里（6）擴充至4海里（7），藉此驅逐英國捕撈者，而英方回應則為禁止冰島船隻在其國內停泊並卸貨。1958年，在聯合國議會大會上，幾個國家試圖效仿冰島的做法將其領海增至12海里（22公里），但並未通過。冰島的做法乃是擴張其海域以禁止任何國家對其領海內海產的捕撈。但英國拒絕這一決定，導致發生衝突1958年-61年，1972年-73年和1975年-76年的三場鱈魚戰爭。英方為了保護漁船，會在漁船來回時派出海軍保護漁船和捕獲漁產。而冰島海岸警隊試圖將他們趕走，還使用錨鏈切割英國船隻的漁網，導致雙方船隻因為撞擊而受損。
鱈魚戰爭中的每一次衝突都以冰島勝利告終。冰島威脅脫離北約，這將使北約喪失GIUK缺口的大部分重要通道，這將成為北約在冷戰中的反潛作戰阻塞點。 1976年北約協議中，英國接受冰島在其海岸周圍建立一個12海里（22公里）的經濟專屬區，自己的船隻只能在離冰島領海200海里（370公里）的地區捕漁，而其他國家可以不用獲得冰島政府許可就進行捕撈活動。這項協議由此限制了英國在近500年內在冰島海域的捕撈活動，英國的漁業經濟也因此而大大受創。英國便放棄了其公海國際漁業政策，並在其水域周圍建立200里經濟專區。自1982年來，200海里的經濟專屬區一直都是《聯合國海洋公約》中的國際領海標準。

## 背景

### 歷史
近幾個世紀以來，海鮮一直都是北歐國家和英國等國家居民的主食，這些國家的經濟大數來源於漁業。9世紀時，丹麥人來到大不列顛島，向當地引進了來自本國的魚類，就有鱈魚和一些白身魚如大比目魚和狹鱈，且都受到島民歡迎。
14世紀末葉，來自英格蘭東部的漁船多次到冰島地方的水域尋找海產，他們多次都能滿載而歸，導致此後的英格蘭與丹麥產生了政治衝突。 1414年，丹麥國王埃里克七世就曾禁止英格蘭船隊來冰島進行捕撈活動，並且終止與英格蘭的貿易。他就曾告訴英格蘭國王亨利五世過度捕撈會導致漁產資源枯竭，但被忽略，因此英格蘭與丹麥和漢薩爆發戰爭。不過之後漢薩各國的外交官以協議停止了戰爭的延續，該協議允許英格蘭船隻能以7年許可證在冰島水域捕漁。這個協議的內容在1474年的烏德勒支協議中刪除。
隨著19世紀工業革命让捕魚範圍得以擴大，各國捕撈船隊開始籌劃開發新海域。1893年，丹麥政府限制各國船隊（包括自己）只能在自己領土的50海里（93公里）內進行捕撈。英國船隊對此提出異議，並還是繼續派往船隊到冰島海域進行捕撈。英國政府不承認丹麥的主張，他們認為如此限制會導致北海周邊的國家也有如此主張，這將損壞英國漁業。1896年，英國與丹麥達成協議，丹麥政府允許英國船隻可以在冰島的任何港口停泊，前提是他們必須在此存放漁網和各種漁具。但英國船隻不得在法赫薩灣和凱弗拉維克附近的地區捕魚。
許多英國船隊因為英國政府不承認丹麥政府宣布的13海里（24公里）外為非法捕魚而遭到丹麥政府炮轟和罰款，且媒體也開始質疑為何英國政府能在允許丹麥不承認英國利益下繼續採取行動。英國也在1896年和隔年以砲艦外交展示自己的海軍實力。

## 戰爭

### 第一次鱈魚戰爭
第一次鱈魚戰爭始於1958年9月1日而終於1961年3月11日。其始於1958年9月1日午夜冰島頒布的新法律生效，冰島政府將其原本領海的4 nmi（7.4 km）擴張至12 nmi（22 km）。
不過北約各國都反對冰島單方面擴張海域。英方宣佈，他們的拖網漁船將在冰島附近海域的三個地方在軍艦的保護下捕魚，該三地為：西峽灣區、霍恩島北部（North of Horn）及冰島東南部。總共有20艘英國拖網漁船、4艘軍艦及1艘補給船部署在英方宣佈的地方。1960年2月，負責英國皇家海軍的第一海軍大臣卡靈頓勛爵，自元旦以來，駐於冰島海域的英國船隻已消耗價值50萬英鎊的石油，總共有53艘英國軍艦被占用及參與該行動。爲此，冰島方可部署7艘巡邏艦及1艘PBY卡特琳娜水上飛機。
皇家海軍的部署地因觸及到冰島方主張的海域的爭議地而遭冰島政府的反對，但是冰島方針對此事對英國大使館的示威活動卻遭到當時的英國駐冰島大使安德魯·吉爾基斯特的嘲笑，他表示當時他正在欣賞留聲機上播放的進行曲音樂及風笛音樂，外面卻發生了如此多事，他表態由於冰島巡邏船隻數量有限，及爭議海域面積大，因此冰島方一直處於弱勢狀態。
同年9月4日，一艘建於1929年的冰島巡邏船「ICGV Ægir」試圖把一艘英國拖網漁船拉出西峽灣區，但因皇家海軍拉塞爾號 (HMS Russell) 干預而受阻，導致兩船相撞。

### 第三次鱈魚戰爭（1975-1976）
1975年11月16日，第三次鳕鱼战争爆发。
1976年6月1日，在北约的斡旋下，英国接受冰岛200海里专属经济区，以换取其在该区域24艘拖网渔船每年3万吨鳕鱼的捕捞量。第三次鳕鱼战争结束。

## 外部鏈接
- （視頻）BBC視頻片段[]（存檔於時光機）
- Guðni Jóhannesson: Fiskveiðideilur Íslendinga við erlendar þjóðir（冰岛语）